# Parafrenia

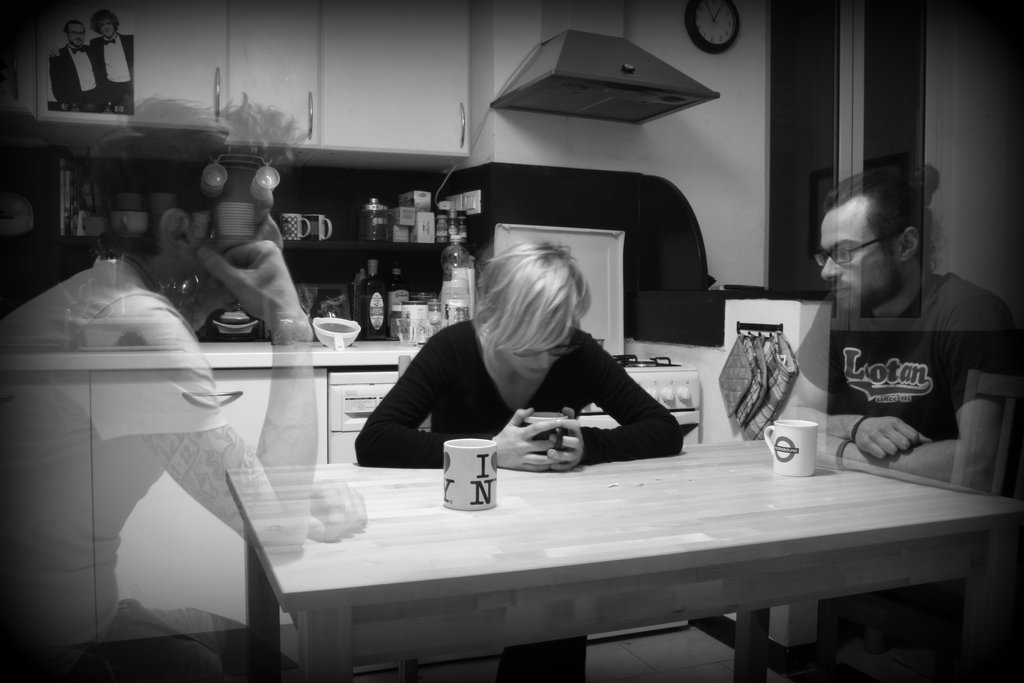
A parafrenia é caracterizada por escutar vozes e sentir-se perseguida por pessoas que não estão presentes.

Parafrenia é um transtorno mental caracterizado por um conjunto organizado de delírios paranóicos com ou sem alucinações (os sintomas positivos da esquizofrenia) em adultos com um cérebro e personalidade bem formados mas sem o deterioro cognitivo das psicoses precoces (seu sintoma negativo). É também distinta da esquizofrenia devido à sua baixa ocorrência hereditária e taxa de progressão mais lenta. Os sintomas geralmente ocorrem mais tarde na vida, perto dos 60 anos.
A vítima não consegue evitar a sensação de ser perseguida por outras pessoas e por isso tendem a se isolar. Podem ser agressivas com pessoas que se aproximam e normalmente recusam ajuda e tratamento médico ou psicológico. A paranoia pode ser um dos primeiros sintomas de um deterioro cognitivo maior.

## Epidemiologia
É muito mais frequente em mulheres, de três a dez vezes mais que homens. Originalmente era usada apenas para idosos, mas actualmente é usada para esquizofrenia em maiores de 40 anos com delírios persecutórios.
Fatores de risco relacionados à psicose tardia incluem sexo feminino,  traços de personalidade esquizoide e paranoica, ser divorciado, morar sozinho, baixa escolaridade, rede social pobre, isolamento, poucas habilidades sociais, deficiências sensoriais (como surdez e miopia) e dependência de cuidados comunitários (como geriátricos).